# Laura Asadauskaitė
Laura Asadauskaitė-Zadneprovskienė (ur. 28 lutego 1984 w Wilnie) – litewska pięcioboistka nowoczesna, mistrzyni olimpijska, świata i Europy, posłanka na Sejm Republiki Litewskiej.

## Życiorys
Uprawiała pięciobój nowoczesny. W trakcie kariery zdobyła m.in. osiem złotych medali na mistrzostwach Europy (w tym cztery indywidualnie). Wywalczyła też sześć medali na mistrzostwach świata: indywidualnie złoty w 2013, srebrny w 2009 oraz brązowe w 2007 i 2011, a także złoty (2013) i brązowy (2011) w sztafetach mieszanych.
Pięciokrotnie brała udział w letnich igrzyskach olimpijskich. W Pekinie w 2008 była 14., natomiast w Londynie w 2012 zdobyła złoty medal. Zajęła następnie 30. miejsce w Rio de Janeiro w 2016. Na kolejnych LIO w Tokio w 2021 wywalczyła srebrny medal. W Paryżu w 2024 sklasyfikowano ją na 16. pozycji.
W 2003 została żołnierką w ramach litewskich Ochotniczych Sił Obrony Kraju (KASP). Absolwentka studiów z zakresu kultury fizycznej i sportu na Wileńskim Uniwersytecie Pedagogicznym (2007) oraz z zakresu polityki i administracji europejskiej na Uniwersytecie Michała Römera (2011). Objęła funkcję przewodniczącej zrzeszenia sportowców Nacionalinė sportininkų asociacija. W wyborach w 2024 z ramienia Litewskiej Partii Socjaldemokratycznej uzyskała mandat posłanki na Sejm.

## Odznaczenia
- Krzyż Wielki Komandorski Orderu „Za Zasługi dla Litwy” (2012)[5]
- Medal Orderu „Za Zasługi dla Litwy” (2007)[5]